# 목탄 가스
목탄 가스(木炭-) 혹은 신탄 가스(薪炭-)는 목재를 연소하면 발생하는 가스이다.

## 설명
목재를 불완전 연소시키면 가연성의 가스가 발생하는데 이를 포집하여 연료로 사용한다.
제2차 세계대전 이후의 연료부족으로 인해 목탄 자동차가 절찬리에 운행되었으며, 현재는 조선민주주의인민공화국에서 목탄 자동차를 주로 운용하고 있다.

## 성분
- 질소 N2: 50.9%
- 일산화탄소 CO: 27.0%
- 수소 H2: 14.0%
- 이산화탄소 CO2: 4.5%
- 메테인 CH4: 3.0%
- 산소 O2: 0.6%.

## 같이 보기
- 바이오가스
- 대체 에너지